# 소테쓰·JR직통선
소테쓰·JR 직통선(일본어: 相鉄・JR直通線, そうてつ・ジェイアールちょくつうせん)은 철도 건설·운수 시설 정비 지원 기구 (철도·운수 기구)가 정비 주체로서 건설 중인 가나가와 동부 방면선 중, 소테츠 본선 니시타니역에서 도카이도 화물선 요코하마 하자와역 부근까지의 구간에 연락선을 건설하는 사업의 계획명이다.
이 구간은 2019년 11월 30일에 소테츠 신요코하마선 (니시타니역- 하네자와 요코하마 쿠니오역 )으로 개업하고, 개업 후에는 사가미 철도의 본선 · 소테쓰 신요코하마선과 동일본 여객 철도 (JR 동일본)의 도카이도 본선 ( 도카이도 화물선, 시나츠루선 )· 야마노테선 ( 야마테 화물선 )을 상호 직통 운전하는 운전 계통의 통칭으로서 이용되고 있다.

## 개요
사가미 철도 「 도심 직통 프로젝트 」 로서 소테쓰선과 도쿄 도심을 직통하는 운전 계통이다.
철도·운수 기구를 정비 주체로 니시타니역-하네자와 요코하마 쿠니오역 사이에 연락선을 정비해, 소테츠와 JR 동일본이 상호 직통 운전 을 실시한다. 소테츠와 JR 동일본의 경계역은 하와자요코하마코쿠다이역 과 요코하마 국대역으로, 이 역은 2사에 의한 공동사용역이 되어, 역시설은 소테츠가 관리한다.
운행 구간은 기본적으로 신주쿠역 - 에비나역 사이이지만, 아침의 일부 시간대는 신주쿠역에서 사이쿄선 오미야역 방면과 직통하여 최장으로 가와고에선 가와고에역 까지 탑승한다.
무사시코스기역 -하네자와요코하마국대역간은 JR 동일본의 요금 불필요한 통근열차가 정기열차로서 운행하는 것은 첫 구간이 된다.
또한, 하네자와 요코하마쿠니대 - 오사키간의 열차종류 는, 사이쿄선내·소테쓰선내의 정차역에 관계없이 모두 “각역 정차”라고 표시되고 있어 아카바네 이북에서 통과 운전을 하는 사이쿄선 직통열차 오사키 출발 시점에서 「쾌속」또는 「통근쾌속」으로 열차종별을 변경한다( 후절 참조).
본직통 운전의 개시에 따라, 처음으로 도쿄도구 내에 소테츠의 차량이 탑승하게 되었다.
또, 신주쿠역 - 에비나역간은 오다큐 오다와라선 도 달리고 있어, 소테쓰·JR 직통선의 경쟁 상대가 되고 있다.

### 여객 안내상의 운전 계통명
여객 안내상의 운전 계통명으로서는 「소테츠·JR 직통선」을 이용한다. 개업 시점에서는 신주쿠역-에비나역 간의 전 구간에서 여객 안내가 통일되어 있는 것은 아니고, 다양한 호칭이 이루어지고 있다. 일례로서, JR 동일본 홈페이지의 역 정보에서는, 신주쿠역-하네자와 요코하마 쿠니오역 사이의 소속 노선을 「소테쓰선 직통」으로서 취급하고 있다. 한편 무사시 코스기·니시오이 양역의 신주쿠 방면 자동 방송에서는 단순히 「사이쿄선」으로 안내된다.
JR선 구간의 열차 운행 정보에서는 소테츠선 직통열차 로서 안내가 이루어지고 있다.. 도큐 전철 에서는, 이체 수송의 대상 구간에 있어서, 소테츠·JR 직통선의 JR 동일본 관할 구간의 노선명을 「소테쓰선 직통」으로 위치시키고 있다.
오사키역-하네자와 요코하마 국대역 사이는 사이쿄선의 연신구간과도 쇼난신주쿠라인으로도 위치하고 있지 않다 . 내리막은 오사키까지는 소테츠선 직통 사이토선으로 안내되고 있으며, 오사키 이남은 단순히 「소테츠선 직통」으로 안내되고 있다. 오르막은 오사키까지는 「사이쿄선 직통」으로 안내되고 있으며, 오사키 이북은 사이 으로 안내되어 있다.
소테츠 선 구간에서는 하네자와 요코하마 쿠니 오역 - 에비나 역 사이를 단순히 「소 테츠 선」으로 안내하는 예가있다.「JR 직통선」, 니시타니역 - 에비나역을 「소테츠 본선」과 구별하는 예도 볼 수 있다. 하네자와 요코하마 쿠니오역-니시타니역 간의 정식 노선명은 소테츠 신요코하마선이지만, 2020년 시점에서는 동선 신요코하마역 이 미개업이기 때문에, 소테쓰 신요코하마선의 노선명칭의 사용은 최대한 피할 수 있는 것이다.

### 열차 운행 경로
신주쿠역에서 쇼난 신주쿠 라인 과 같은 루트에서 야마노테 화물선 을 주행하여 시부야역 · 오사키역 을 경유하여 뱀포 신호장 에서 시나 쓰루선에 들어간다. 그 후, 신 쓰루미 신호장 을 경유해, 쓰루미역 (화물선에는 홈이 없기 때문에 통과)에서 도카이도 화물선에 들어가, 게이큐 · 하나츠키 소지지역 부근에서 지하에 잠수해, 요코하마 하자와역의 도쿄측에서 소테쓰 신요코하마선 에 합류하고 하자와 요코하마 쿠니오역 을 거치면, 니시타니역에서 소테츠 본선에 합류하여 에비나역에 이른다.
정식 명칭으로는 신주쿠역에서 시나가와역까지가 야마노테선 ( 야마테 화물선 ), 시나가와역에서 하자와 요코하마 쿠니오역까지 도카이도 본선 (시나가와역-쓰루미역 사이는 시나쓰루선 <요코스카선>, 쓰루미역-하네자와 요코하마 쿠니오역 사이는 도카이도 화물선), 하네사와 요코하마 쿠니오역에서 니시타니역까지가 소테츠 신요코하마선, 니시타니역에서 에비나역까지 본선 이 된다
소테쓰·JR 직통선의 열차 종별로 정차역의 구별이 있는 것은 소테츠측(하자와 요코하마 쿠니오역-새우나역 간)뿐이다. JR 동일본측은 사이쿄선 신주쿠역 이북 및 가와고에선에 직통하는 열차의 일부로, 사이쿄선내를 쾌속 및 통근쾌속 으로서 운행하는 것이 있지만, 신주쿠역-하네자와 요코하마 쿠니오역 사이에서는 주행한다 선로에 홈이 있는 역 모두에 정차하고, 오사키역-하네자와 요코하마 쿠니오역 사이에서는 해당 열차를 포함한 전 열차가 「각 역 정차」로서 안내된다 .

## 역사
- 2000년 1월 27일 : 운수 정책 심의 회답 신 제18호 에 있어서, 가나가와 동부 방면선으로서 니타마가와-신요코하마-오쿠라산간이 위치설정됐다.
- 2004년 9월: 소테츠가 니시타니-하네자와간의 신선 건설과 하와자와에서의 JR 상호 직통(소테츠·JR 직통선) 구상을 공표했다..
- 2006년 (2006년)
  - 2월 3일 : 소테츠·JR 직통선을 가나가와 동부 방면선의 일부로 하는 방향으로 나라, 철도 사업자, 가나가와현, 요코하마시간의 조정이 진행되고 있는 것을, 요코하마시가 시의회로 공표했다..
  - 5월 25일 : 사가미 철도가 소테쓰·JR 직통선의 도시 철도 등 편리 증진법 에 근거하는 영업 구상의 인정을 국토 교통성에 신청했다.
  - 6월 9일 : 소테츠·JR 직통선의 영업 구상 및 정비 구상이 인정됐다.
  - 11월 21일 : 국토교통성이 상철·소테쓰·JR 직통선의 속달성 향상 계획을 인정했다.
- 2009년 10월 20일 :소테쓰·JR 직통선의 공사 시공 인가를 국토 교통성으로부터 받았다.
- 2010년 (2010년)
  - 3월 15일 :니시타니-하네자와간의 도시계획 결정(요코하마 국제항도 건설 계획 도시 고속철도 제6호 소테츠·JR 직통선).
  - 3월 25일 : 소테츠·JR 직통선의 기공식이 행해졌다.
- 2013년 4월 23일 :철도 건설·운수 시설 정비 지원 기구가 소테츠·JR 직통선의 개업 시기의 연기(2018년도 내 개업)를 발표 했다.
- 2016년 8월 26일 : 소테츠·JR 직통선을 2019년도 하기에 개업 시기의 재연기를 발표했다.
- 2018년 : JR 직통 계획의 노선에 사이쿄선·가와고에선이 새롭게 추가되고 있는 것이 밝혀졌다.
- 2019년 3월 28일 : 레일 체결식 개최했다.. 사가미 철도의 차량이 영업 운전으로 처음으로 도쿄도 내에, JR 사이쿄선·가와고에선의 차량이 영업 운전으로 처음으로 가나가와현 내에 입선했다.
- 2020년 5월 29일 · 30일 : 시부야역의 사이쿄선 홈 개량 공사에 수반해, 소테츠선 직통 열차가 신주쿠-오사키간에서 운휴가 된다. 공사 기간 중에는 오사키역 발착으로 변경되었다.
- 2021년 3월 13일 : 개업 후 최초가 되는 다이아 개정을 실시. 낮에는 직통열차는 소테츠선내 각 역 정차가 된다. 아침 시간대에 있어서의 신주쿠역 이북에 직통하는 열차가 미증된 것 외에 일부 열차로 행선지의 변경이 행해졌다.
  - 10월 23일 · 10월 24일 : 시부야역의 야마노테선 홈 개량 공사에 따라, 소테쓰선 직통 열차가 이케부쿠로역까지 연장 운행했다.

## 운행 형태
2021년 3월 13일 다이어 개정 시점에서의 소테쓰·JR 직통선의 운행 형태를 이하에 나타낸다.

### 열차종별
신주쿠역 - 하와자와 요코하마 쿠니오역 - 에비나역 간의 왕복운행이 기본이 되어 거의 모든 열차가 전 구간에서의 운전이 되지만, 토휴일 1개만 야마토행이 설정되어 있다. 46 왕복이 운행되고, 이 중 아침 시간대의 평일 내리기 7개, 동상 8개, 토 휴일 상하 6개씩이 사이쿄선의 신주쿠역 이북에 직통하는 열차가 되고 있어, 이케부쿠로역 (평일에 도착 전용) · 무사시우라와역 · 오미야역 · 가와고 사시오기역 (발만) · 가와고에역 발착이 설정되어있다. 이 중 평일 아침 러쉬 시간대, 새롭게 이케부쿠로행이 3개 운전되고, 1개가 개정 전 아카바네행을, 2개가 신주쿠행을 각각 이케부쿠로행으로 변경했다. 또한 사이쿄선 안은 가와고에역 발착 열차만 평일은 통근쾌속, 토휴일은 쾌속으로 운전된다. 본래는 기본적으로 신주쿠역의 2번선 및 17시 이후는 3번선으로 되돌아가게 되어 있지만, JR차의 운용의 형편이나, 아침 시간대는 되풀이 시간의 확보가 곤란하기 때문에, 사이쿄선 신주쿠 역 이북·가와고에선에 직통을 하고 있다. 또한, 신주쿠역-오사키역간은 사이쿄선으로 안내되어 있지만, 열차번호는 신주쿠역에서 전환된다. 이상시의 직통 운전 중지시에는, 소테츠는 하자와 요코하마 쿠니오역 - 니시타니역 간의 접어 열차를 기본적으로 운행시키고, JR도 경우에 따라서 하네자와 요코하마 쿠니오역에서 JR선 방면으로 접는 열차를 설정하는 것 를 상정하고 있다고 한다.
특급
스테쓰선 내에서 속달 운전을 실시하는 종별. 니시타니역 - 에비나역 사이에서는 도중 니타마가와역・야마토역 만 정차한다.
각 정류장
소테쓰 선내에서 각 역에 정차하는 종별.

### 운행 다이어
평일 아침 시간대에 관해서는 1시간에 최대 4개 운행되며, 오르막은 모두 특급이 되어, 직통에 의한 속달성을 확보하고 있다. 낮에는 1시간에 2개의 운행이 되어, 소테츠선내 각 정류장으로서 운전되고 있다. 야간은 내리기 종전 및 평일 20시대 오름 3개 및 토휴일 오름 1개를 제외하고 소테쓰선내는 특급으로 운행한다.
직통열차에는 소테쓰선 및 사이쿄선에서 운용되는 차량 중 다음 2가지 형식만이 충당된다.
운행 루트로서 야마노테 화물선·품학선·도카이도 화물선을 통과하는 관계상, 화물열차를 운행하는 JR화물 과의 조정이 필요해져, 아침시간대는 패턴 다이어 가 되어 있지 않다. 낮에는 화물열차가 운행하는 점 이외에도 무사시코스기역에서 신주쿠·도쿄 방면의 갯수가 과잉이 되는 것을 고려하여, 1시간에 2개가 되었다. 또, 전술한 바와 같이, 당면의 사이나가와·도쿄 방면에 직통하지 않기 때문에, 무사시 고스기역에서 요코스카선· 나리타 익스프레스 로 환승하는 손님이 상정되기 때문에, 동역의 홈의 체류 방지책으로서 러쉬시는 신주쿠 방면의 열차를 연속시키지 않도록 다이아몬드를 설정하고, 또 무사시 코스기역의 혼잡 방지의 관점에서, 환승은 니시오이역에서도 가능한 것을 안내한다고 되어 있다.
이 결과, 현재의 다이아몬드에서는, 평상 운행시라면, 하네자와 요코하마국대·새우 명방면행은, 니시오이역·무사시 코스기역에서 소부 쾌속선·도쿄 방면으로부터의 신카와사키·요코하마·가마쿠라 방면 요코스카선에, 오사키·신주쿠 방면행은 무사시 코스기역·니시오이역에서 요코하마·신카와사키 방면으로부터의 시나가와·도쿄·지바 방면 요코스카·소부 쾌속선에 접속하는 다이아몬드가 되었다.
신주쿠역발 니시오이역·무사시코스기역 방면으로의 종전은 종래의 쇼난 신주쿠 라인 종전보다 늦어져 오사키역 이북에서 요코스카선 신카와사키역 이남으로의 심야대의 편리성도 개선했다.

## 차량
직통열차에는 소테츠선 및 사이쿄선에서 운용되는 차량 중 다음 2가지 형식만이 충당된다.
사가미 철도
12000계
2019년도까지 6편성이 제조되어 2019년 4월 20일부터 소테쓰선 내에서 이미 영업운전을 개시하고 있다. 최대 4편성이 직통열차로 운용되며, 남은 2편성은 예비 또는 소테쓰선 내에서 운용된다.
동계는, 직통 운전 개시 시점에서는, 신주쿠역-에비나역간만의 운행이었다가, 2021년 3월 15일 이후는 평일만 사이쿄선 이케부쿠로역 까지 탑승하고 있다. 또, 대주 등이나 회송 열차에서의 사이쿄선 이타바시역 덴류선 입선 을 제외하고, 보통때는 사이쿄선 이케부쿠로역 이북 및 가와고에선 내에는 타지 않는다.
당초는 11000계 에 ATACS 의 설치 등의 직통 대응 개조를 실시하는 계획이었지만, 보안 장치의 개조 코스트 등의 이유로부터, 11000계의 대응 공사 계획을 중지해, JR 동일본에 의 직통은 12000계만으로 실시하게 되었다.
JR 동일본
E233계 7000번대
소테츠선으로의 직통을 향해 증비를 실시했다(2019년에 10량 편성 7개 증비) 외, 기존 편성에는 직통 대응 공사를 실시했다. 소테츠선 직통에는 최대로 평일은 7편성, 토휴일은 6편성이 운용되고, 토휴일에 대해서는 모든 편성이 아침시간대의 신주쿠 이북과의 직통열차로 편성이 바뀐다. 평일에 대해서는, 토 휴일과 같이 아침 시간대에 교환이 행해지지만, 소테쓰선내 출고 1개에 대해서는, 되풀이로 다시 소테쓰선내에 재입선을 실시한다. 그 후, 신주쿠역-에비나역을 2왕복되어 JR선내의 차고에 입고하는 운용이 되어, 교체가 완료된다.

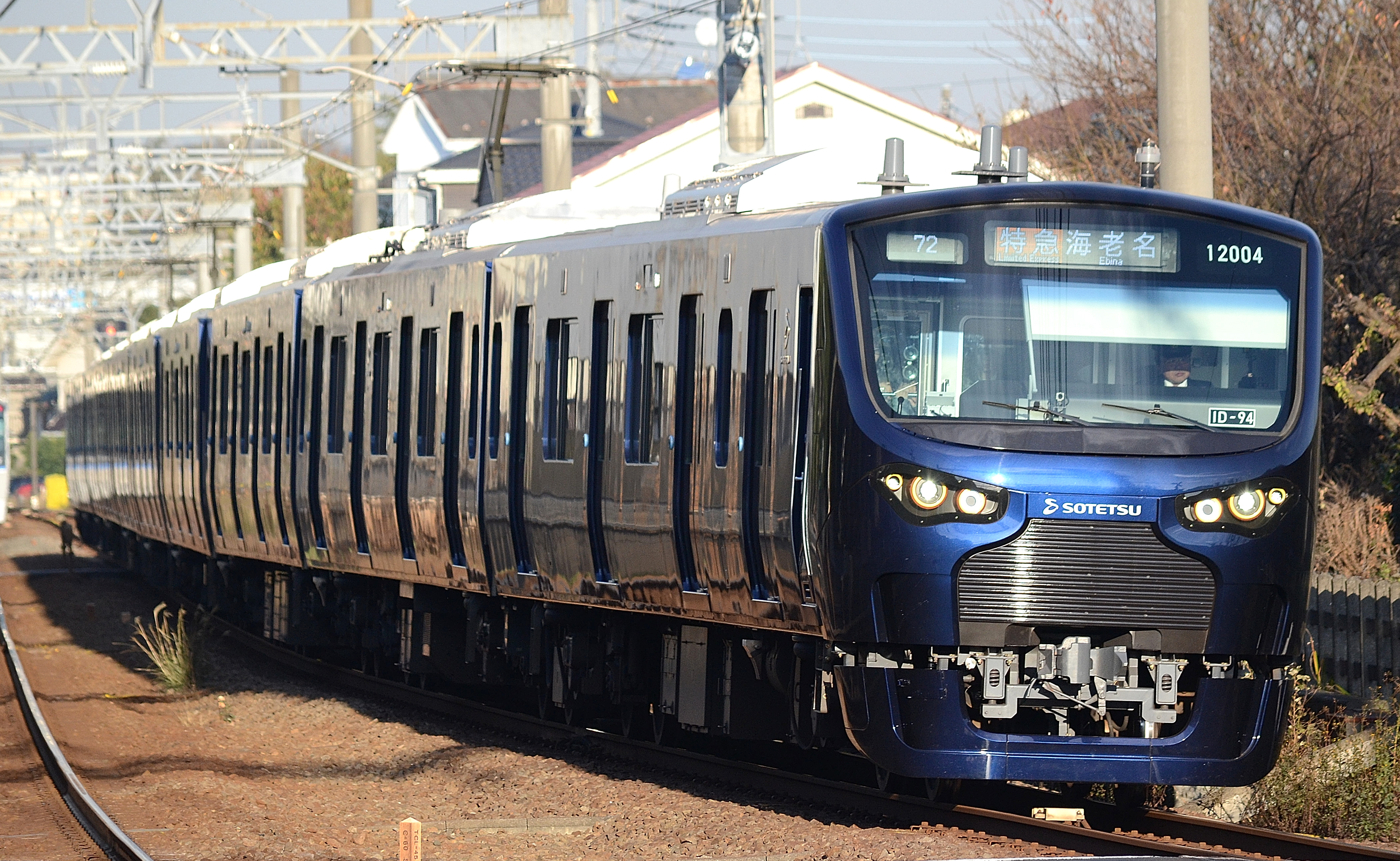
소테츠 12000계
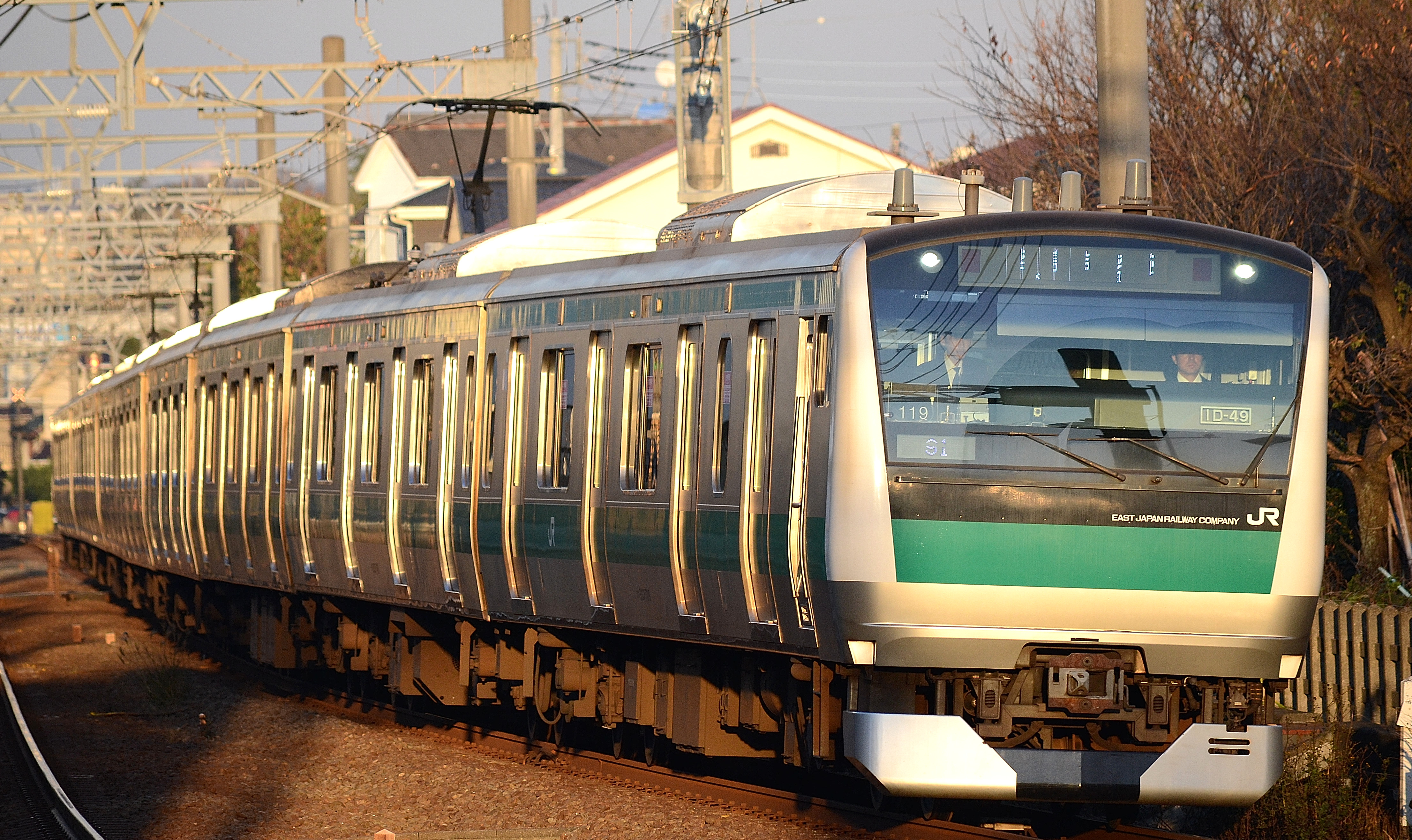
JR 동일본 E233계 7000번대

## 여성전용차
평일 출퇴근시간대에 10량 편성 가운데 가장 새우 이름 가까이 1량(10호차)이 여성전용차량으로 설정되어 있다.
설정 열차·구간
- 출퇴근시간대의 7시 20분부터 9시 30분까지 사이쿄선 오사키역에 도착하는 신주쿠 방면행 JR선 직통열차의 에비나역→오사키역 간(※새우나역 6시 31분 - 8시 31분발 )
- 아침 러쉬 시간대의 7시 30분부터 9시 40분까지 사이쿄선 신주쿠역 을 출발하는 에비나방면 소테쓰선 직통열차의 각 시발역→오사키역 간

덧붙여 신주쿠행의 종전은 신주쿠 도착이 23시를 지나기 때문에 사이쿄선내에서는 심야의 실시 시간대에 들어가지만, 소테쓰선으로부터의 직통 열차에 한해 전 구간 대상제외가 되고 있다.